# Балафреж, Ахмед
Хадж Ахмед бен Абд ас-Салам Балафреж (араб. أحمد بلافريج‎;  5 сентября 1908, Рабат, Марокко — 14 апреля 1990, там же)  — марокканский борец за национальное освобождение и государственный деятель, премьер-министр Марокко (1958).

## Биография
Родился в аристократической семье морисков андалусского происхождения, рано потерял отца. Окончил Лицей Генриха IV, затем — Парижский (специализировался в основном на андалузской поэзии) и Каирский университеты. Получил степени бакалавра гуманитарных наук и политологии. Свободно владел английским, испанским, французским и арабским языками.
В юности испытал влияние идей аль-Афгани и Шакиба Арслана, с которым был лично знаком. В 1927 г. во Франции основал и возглавил Ассоциацию северо-африканских студентов-мусульман. По его инициативе ассоциация решила исключить натурализованных студентов французской национальности из своих рядов.
В 1930 г. участвовал в выступлениях против «берберского дахира», противопоставлявшего арабское и берберское население страны, выступал за предоставление Марокко независимости. Сотрудничал с журналом «Магриб», который был основан в Париже в 1932 г. В 1934 г. принимал участие в подготовительной конференции панисламистского конгресса в Берлине, член Национального комитета по реализации «Плана реформ». Участвовал в подготовке и редактировании меморандума, адресованного в 1934 году королю Мухаммеду V, в котором были изложены содержал требования по проведению внутриполитических изменений.
С 1937 г. жил в Танжере, с 1939 г. — в Тетуане, с 1943 г. — во французской зоне Марокко. В 1934 г. выступил одним из организаторов партии Магрибинский блок национального дела, в 1937 г. — Национальной партии для осуществления требований, с 1943 г. — партии «Истикляль».
В 1944 г. подписал партийный манифест с требованием предоставления Марокко независимости, был арестован и выслан на Корсику. Вернулся на родину в 1946 г. С 1944 г. — председатель Исполкома, в 1948—1960 гг. — генеральный секретарь партии «Истикляль». С 1960, после реорганизации её руководства, — член Национального совета.
В 1952 г. был в составе делегации, которая в штаб-квартире ООН в Нью-Йорке аргументировала необходимость предоставления независимости Марокко, затем совершил поездку по основным мировым столицам, отстаивая идеи национального суверенитета.
После обретения Марокко независимости занимал ведущие государственные должности:
- 1956—1958, в 1961—1963 гг. — министр иностранных дел. В этот период Марокко присоединилось к Лиге арабских государств, Организации Объединённых Наций и Организации африканского единства, была проведена Танжерская конференция по вопросу территориальной целостности Марокко. В ноябре 1960 г. посетил СССР во главе марокканской миссии дружбы и доброй воли,
- 1958 г. — премьер-министр Марокко,
- 1961—1972 гг. — личный представитель в ранге министра короля Хасана II.

В 1972 г. отошёл от политической деятельности.